# Jean-Baptiste Buterne
Jean-Baptiste Buterne, né à Toulouse vers 1650, mort à Paris le 28 mars 1727, est un organiste français.

## Biographie
Son père Jan Buterne était organiste.
Jean-Baptiste est nommé organiste à Saint-Étienne-du-Mont à Paris en 1674. Il quitte ce poste en 1726 et est remplacé par Claude-Nicolas Ingrain.
Il est nommé organiste de la chapelle du Roi en 1678, quartier d’avril, en même temps que Lebègue, Thomelin et Nivers, poste qu’il occupe jusqu’en 1702. C’est Garnier, l’organiste de Saint-Louis-des-Invalides qui lui succède.
En 1673, il succède à Henry Du Mont à l’orgue de Saint-Paul ; il y reste jusqu’en 1726. Daquin lui succède.

« le 7 janvier 1710 au soir, le roi revenant de Trianon passa chez la duchesse de Bourgogne, où il trouve une très belle symphonie, composée de des Costeaux, pour la flute allemande, de Vizé, pour le théorbe, de Buterne, pour le clavecin, et de Fourcroy, pour la basse de viole. »

— De Cosnac & Pontal,  "Mémoires du marquis de souche", tome 12,1892, p. 136
Son fils, Charles Buterne, écuyer, maître de clavecin de la duchesse de Bourgogne et organiste, a laissé quelques compositions et une méthode d’apprentissage de la musique.

## Œuvres
- Petites Règles pour l’accompagnement, manuscrit conservé à la Bibliothèque Sainte-Geneviève.